# Kliopsyllus coelebs
Kliopsyllus coelebs är en kräftdjursart som först beskrevs av Albert Monard 1935.  Kliopsyllus coelebs ingår i släktet Kliopsyllus och familjen Paramesochridae. Inga underarter finns listade i Catalogue of Life.